# II. Albert namuri gróf
II. Albert namuri gróf (? – 1063/64) középkori frank nemesúr, a Német-római Birodalomhoz tartozó Lotaringiai Hercegség területén fekvő Namuri Grófság hűbérura volt.

## Élete
A Genealogica comitum Buloniensium feljegyzi, hogy Ermengarde volt az anyja "Albertum comitem de Namuco"-nak. Bátyja, II. Róbert fiúörökös nélkül halt meg és halála után II. Albert néven örökölte a grófi címet.
Albert alapította a Saint-Aubain templomot Namurben, amelynek alapító okirata feljegyzi Albertet ("comes Albertus secundus, ortus ex patre Lothariensi, matre vero Francigena Ermengarde, nobilissimam Francorum regum prosapiam trahente").

## Családja és leszármazottai
Felesége Regelindis alsó-lotaringiai hercegnő, Gozelon alsó-lotaringiai herceg lánya. A "Fundatio ecclesiæ Sancti Albani Namurcensis" megemlíti Albert feleségét, mint "Gothelonis ducis filia", de nem adja meg a nevét. A "Chronicon Hanoniense" viszont megnevezi "Gosseclone ducis Lotaringie…[filia] Raelendem"-et mint Albert feleségét, valamint a Genealogica ex Stirpe Sancti Arnulfi megnevezi Gozelon gyermekeit, mint "Godefridum ducem, Odam et Regelindam". Regelindis hozományként Durbuy grófságát kapta apjától, amely ezután a Namuri Grófság része lett.
Albertnek és feleségének két gyermeke ismert:
- Albert de Namur (1035. augusztus 10. előtt – 1102. június 22.) A "Genealogica comitum Buloniensium" feljegyezte Albert gróf fiait: "Albertum et fratrem eius Heinricum comitem de Durboio".[4] Apja halála után III. Albert néven örökölte a grófi címet.
- Henrik de Namur (? – 1088. április 23. után). A "Genealogica comitum Buloniensium" feljegyezte Henriket, mint II. Albert fiát és III. Albert öccsét. A "Chronicon Huberti" együtt említi Albertet és Henriket ("Albertus comes Namucensis et Henricus Durboiensis"), de nem adja meg a kettejük közötti rokoni kapcsolatot.[5] Henrik a Durbuy grófja címet kapta meg. Halálának időpontja nem ismert, de IV. Henrik német-római császár 1088. április 23-án kiadott oklevelében megerősített egy adományt a liège-i Szent Jakab templomnak "Heinrico comite de Durbui" kérésére.[6]